# 246P/NEAT
246P/NEAT est une comète périodique du système solaire. Elle fut découverte le 28 mars 2004 par le programme Near Earth Asteroid Tracking (NEAT) grâce au télescope de 1,2 mètre au Haleakalā. Elle a reçu sa désignation permanente 246P le 14 janvier 2011.
Il s'agit d'une comète quasi-Hilda. En raison de perturbations de Jupiter, les passages au périhélie de 2005, 2013 et 2021 seront plus proches du Soleil. La comète est observable tout le long de son orbite.

## Tableau récapitulatif des périhélies et observations
Mis à jour le 5 mars 2020.
| Périhélie | Observation  |
| --- | ------------ |
| 2 janvier 1996 |              |
| 4 janvier 2005 | 246P/2004 F3 |
| 28 janvier 2013 | 246P/2010 V2 |
| 22 février 2021 | 246P         |
| Légende :- découverte - observée, post-découverte - observée, pré-découverte - non observée, post-découverte - non observée, pré-découverte - retour futur |              |